# Sci alpino ai III Giochi olimpici giovanili invernali
Le gare di sci alpino ai III Giochi olimpici giovanili invernali di Losanna si sono tenute al centro sciistico di Les Diablerets, nei pressi di Ormont-Dessus dal 10 al 15 gennaio 2020. Le gare in programma sono nove: supergigante, slalom gigante, slalom speciale e supercombinata sia ragazzi che ragazze e slalom parallelo a squadre miste.

## Podi

### Ragazzi
| Evento          | Oro                            | Tempo   | Argento         | Tempo         | Bronzo          | Tempo   |
| Supergigante    | Adam Hofstedt                  | 54"56   | Rok Ažnoh       | 54"62         | Luc Roduit      | 54"76   |
| Slalom gigante  | Philip Hoffmann                | 2'06"31 | Sandro Zurbrügg | 2'08"85       | Luc Roduit      | 2'08"89 |
| Slalom speciale | Adam Hofstedt                  | 1'16"10 | Luc Roduit      | 1'17"42       | Edoardo Saracco | 1'17"78 |
| Supercombinata  | Auguste Aulnette Mikkel Remsøy | 1'28"41 | non assegnato   | non assegnato | Adam Hofstedt   | 1'28"69 |

### Ragazze
| Evento          | Oro                 | Tempo   | Argento           | Tempo   | Bronzo              | Tempo   |
| Supergigante    | Amélie Klopfenstein | 56"27   | Caitlin McFarlane | 56"35   | Noa Szollos         | 56"36   |
| Slalom gigante  | Amélie Klopfenstein | 2'08"68 | Rosa Pohjolainen  | 2'08"82 | Amanda Salzgeber    | 2'08"83 |
| Slalom speciale | Emma Sahlin         | 1'29"82 | Lena Volken       | 1'30"00 | Lara Klein          | 1'30"25 |
| Supercombinata  | Amanda Salzgeber    | 1'33"74 | Noa Szollos       | 1'34"69 | Amélie Klopfenstein | 1'34"85 |

### Misti
| Evento                     | Oro                                          | Argento                                 | Bronzo                                   |
| Slalom parallelo a squadre | Finlandia Rosa Pohjolainen Jaakko Tapanainen | Germania Lara Klein Max Geissler-Hauber | Austria Amanda Salzgeber Philip Hoffmann |